# Kreisgericht Guben (Preußen)
Das Kreisgericht Guben war ein preußisches Kreisgericht in der damaligen Provinz Brandenburg mit Sitz in der Stadt Guben.

## Geschichte
In Bezirk des Kreisgerichts Guben in der Neumark bestanden bis 1849 das königliche Stadtgericht Guben sowie viele Patrimonialgerichte.
1849 wurden in Preußen einheitlich Kreisgerichte geschaffen. Hierbei wurde die Patrimonialgerichtsbarkeit abgeschafft und die Patrimonialgerichte wurden aufgehoben. Auch die eingangs genannten Gerichte wurden aufgehoben und es entstand das Königliche Kreisgericht Guben im Sprengel des Appellationsgerichts Frankfurt a. d. Oder. Es war für den größten Teil des Kreises Guben zuständig.
Zuständiges Schwurgericht war das Kreisgericht Frankfurt a. d. Oder. Am Gericht waren 1870 ein Direktor und sieben Kreisrichter eingesetzt. 1870 betrug die Zahl der Gerichtseingesessenen 54.706. Gerichtskommissionen bestanden in Fürstenberg und Neuzelle.
Im Rahmen der Reichsjustizgesetze wurde das Gerichtswesen in Deutschland 1879 vereinheitlicht. Damit wurde das Kreisgericht Guben aufgehoben und das königlich preußische Amtsgericht Guben mit Wirkung zum 1. Oktober 1879 als eines von 10 Amtsgerichten im Bezirk des Landgerichtes Guben als Nachfolger gebildet. Auch eine Gerichtskommission wurde in ein Amtsgericht (Amtsgericht Fürstenberg (Oder)) umgewandelt.